# Tagne Tähe
Tagne Tähe (* 3. September 1985 in Vastseliina) ist eine ehemalige estnische Biathletin.

## Karriere
Tagne Tähe ist Studentin und startet für Vastseliina Sportclub. Sie begann 1995 mit dem Biathlonsport und gehört seit 2002 zum Nationalkader Estlands. Sie trat zwischen 2003 und 2006 bei allen vier Junioren-Weltmeisterschaften an. Abgesehen von einem 14. Rang im Sprint 2005 in Kontiolahti konnte sie sich in Einzelrennen nie unter den besten 20 platzieren. Bessere Ergebnisse erreichte Tähe mit der Staffel. Mit der Staffel verpasste sie 2003 als Viertplatzierte mit Eveli Saue und Sirli Hanni noch eine Medaille, 2005 gewannen sie in der Besetzung Bronze. Im Biathlon-Weltcup startete die Estin erstmals 2002 in Lahti und wurde 75. im Sprint. Erster Höhepunkt wurden die Biathlon-Weltmeisterschaften 2004 in Oberhof, wo sie 80. in Einzel und Sprint wurde. Das nächste Großereignis waren die Biathlon-Europameisterschaften 2006 in Langdorf, wo Tähe die Plätze 39 im Einzel, 30 im Sprint, 22 in der Verfolgung und 13 in der Staffel wurde. Gute Ergebnisse erreichte sie bei den Biathlon-Weltmeisterschaften 2007 in Antholz. Dort erreichte die Estin mit Platz 52 im Sprint und 54 in der Verfolgung ihre besten Weltcupergebnisse. Seit 2007 hatte sie keine internationalen Einsätze mehr.

## Biathlon-Weltcup-Platzierungen
Die Tabelle zeigt alle Platzierungen (je nach Austragungsjahr einschließlich Olympische Spiele und Weltmeisterschaften).
- 1.–3. Platz: Anzahl der Podiumsplatzierungen
- Top 10: Anzahl der Platzierungen unter den ersten zehn (einschließlich Podium)
- Punkteränge: Anzahl der Platzierungen innerhalb der Punkteränge (einschließlich Podium und Top 10)
- Starts: Anzahl gelaufener Rennen in der jeweiligen Disziplin
- Staffel: inklusive Mixed- und Single-Mixed-Staffeln

| Platzierung         | Einzel | Sprint | Verfolgung | Massenstart | Staffel | Gesamt |
| ------------------- | ------ | ------ | ---------- | ----------- | ------- | ------ |
| 1. Platz            |        |        |            |             |         |        |
| 2. Platz            |        |        |            |             |         |        |
| 3. Platz            |        |        |            |             |         |        |
| Top 10              |        |        |            |             |         |        |
| Punkteränge         |        |        |            |             | 2       | 2      |
| Starts              | 5      | 18     | 1          |             | 2       | 26     |
| Stand: Karriereende |        |        |            |             |         |        |